# برانستاد (ویسکانسین)
برانستاد (به انگلیسی: Branstad) یک منطقهٔ مسکونی در ایالات متحده آمریکا است که در گرانتزبورگ واقع شده‌است. برانستاد ۲۹۱٫۰۹ متر بالاتر از سطح دریا واقع شده‌است.